# مت بیوندی
مت بیوندی ورزشکار مرد رشتهٔ شنا اهل کشور ایالات متحده آمریکا است. وی در بین سال‌های ‎۱۹۸۴ تا ۱۹۹۲ میلادی در مسابقات بازی‌های المپیک تابستانی در مجموع ۱۱ مدال، شامل ۸ مدال طلا، ۲ نقره و ۱ برنز را کسب کرد.